# 도쿄 구울 (영화)
도쿄 구울(일본어: 東京喰種, トーキョーグール, Tokyo Ghoul)은 일본에서 제작된 하기와라 켄타로 감독의 2017년 판타지, SF, 액션 영화이다. 쿠보타 마사타카 등이 주연으로 출연하였다. 2017년 7월 29일 일본에서 쇼치쿠에 의해 개봉되었다.

## 출연

### 주연
- 쿠보타 마사타카
- 시미즈 후미카
- 아오이 유우

### 조연
- 스즈키 노부유키
- 오오이즈미 요
- 무라이 쿠니오
- 사쿠라다 히요리
- 아이다 쇼코
- 하마노 겐타
- 사사키 노조미